# Sarpanitum Corona
Sarpanitum Corona est une corona, formation géologique en forme de couronne, située sur la planète Vénus par -52,3° S et 14,6° E. Elle est localisée dans le quadrangle de Lada Terra. Elle a été nommée en référence à Sarpanitum, déesse babylonienne de la fertilité. 

## Géographie et géologie
Sarpanitum Corona couvre une surface circulaire d'environ 170 km de diamètre. 